# Mario & Luigi (computerspelserie)
Mario & Luigi is een computer role-playing game reeks die ontwikkeld is door AlphaDream. Het werd uitgebracht door Nintendo voor de Gameboy Advance, Nintendo DS, Nintendo 3DS en de Nintendo Switch. Het is een onderdeel van de Mario-franchise.

## Serie

### Mario & Luigi: Superstar Saga (2003)
Mario & Luigi: Superstar Saga is het eerste Mario & Luigi game van de reeks en is uitgebracht voor de Gameboy Advance, het spel kwam uit in Europa op 21 november 2003, in dit spel krijgen Mario & Luigi te maken met de mysterieus Cackletta die op bezoek is in het Mushroom Kingdom om daar de prachtige stem van Princess Peach steelt, Mario & Luigi gaan samen met Bowser naar het Beabean Kingdom om achter de tovenaar Cackletta te gaan.

### Mario & Luigi: Partners in Time (2006)
Mario & Luigi: Partners in Time is het tweede deel van de serie. Het kwam uit in Europa op 27 januari 2006 voor de Nintendo DS. Mario & Luigi reizen in deze game terug in de tijd met door middel van de tijdmachine van Professor E. Gadd om daarmee naar het verleden van het Mushroom Kingdom te gaan. In het spel maken Mario & Luigi kennis met jongere versies van hunzelf (Baby Mario en Baby Luigi). Met zijn vieren moeten ze het Mushroom Kingdom uit het verleden redden, dat geterroriseerd wordt door de Shroobs (buitenaardse wezens die Princess Peach ontvoerd hebben) en hun leider Princess Shroob.

### Mario & Luigi: Bowser's Inside Story (2009)
Mario & Luigi: Bowser's Inside Story is het derde deel van de reeks, net als Partners in Time is dit spel ook uitgebracht voor de Nintendo DS en kwam uit op 9 oktober 2009 in Europa, Mario & Luigi worden door Bowser opgeslokt in zijn lichaam, Mario & Luigi kunnen Bowser dan in zijn lichaam besturen om zo commando's uit te voeren, Fawful die ook voorkwam in Superstar Saga is ook weer terug om wraak te nemen, Bowser moet dan de Mushroom kingom redden voordat Fawful het mushroom kingdom overheerst, Bowser is dan op zicht samen met Mario & Luigi de belangrijkste rol van het spel.

### Mario & Luigi: Dream Team (2013)
Mario & Luigi: Dream Team (in Europa Mario & Luigi: Dream Team Bros) is het vierde deel van de reeks. In Europa is het spel uitgekomen op 12 juli 2013 en werd uitgebracht voor de Nintendo 3DS. In dit spel moet Mario in de dromen van Luigi binnen om nachtmerries te vermijden, in Luigi's dromen kan Luigi zich vermeerderen om zo Mario helpen met puzzels op te lossen en vijanden makkelijk verslaan.

### Mario & Luigi: Paper Jam Bros. (2015)
Paper Jam Bros is een Mario & Luigi-game met een cross-over met de Paper Mario-reeks. Het spel kwam op 4 december 2015 in Europa uit voor de Nintendo 3DS. Hoewel dit een crossover tussen Paper Mario en Mario & Luigi is, worden alleen elementen uit Paper Mario: Sticker Star gehaald.

### Mario & Luigi: Brothership (2024)
Mario & Luigi: Brothership werd verrassend aangekondigd in juni 2024 voor de Nintendo Switch. Het is het zesde deel in de reeks en het eerste spel sinds Paper Jam Bros 9 jaar geleden werd uitgebracht. Brothership werd uitgebracht op 7 november 2024.

## Remakes

### Mario & Luigi: Superstar Saga + Bowsers onderdanen (2017)
Remake van het eerste deel van het spel Mario & Luigi: Superstar Saga uit 2003, het spel kwam in oktober 2017 uit voor de Nintendo 3DS

### Mario & Luigi: Bowser's Inside Story + Bowser jr.'s journey (2019)
Remake van het derde deel van het spel uit 2009, het spel is op 25 januari 2019 uitgebracht voor de Nintendo 3DS.